# Ludwig Wittmack
Max Karl Ludwig Wittmack, född 26 september 1839 i Hamburg, död 2 februari 1929 i Berlin, var en tysk botaniker.
Wittmack blev 1867 filosofie doktor i Göttingen, 1871 kustos vid lantbruksmuseet i Berlin, 1874 privatdocent i botanik där, 1880 extra ordinarie professor och 1881 tillika professor vid lantbrukshögskolan. Han författade många småskrifter och artiklar inom bland annat hortikultur och åkerbruk samt dessas historia, däribland Gras- und Kleesamen (1873), Beiträge zur Fischerei-Statistik des Deutschen Reiches (1875), Ueber Bohnen in altperuanischen Gräbern (1879), Anleitung zur Erkennung des Roggen- und Weizenmehls (1884), Die Nutzpflanzen der alten Peruaner (1888) och Die in Pompeji gefundenen pflanzlichen Reste (1903), och redigerar "Gartenflora" från 1887. Av större botaniska arbeten kan nämnas Marcgraviaceæ (1878) och Rhizoboleæ (1886, båda i "Flora brasiliensis") samt Bromeliaceæ (1888, i Adolf Engler och Carl Prantl, "Die natürlichen Pflanzenfamilien").
Auktorsnamnet Wittm. kan användas för Ludwig Wittmack i samband med ett vetenskapligt namn inom botaniken; se Wikipediaartiklar som länkar till auktorsnamnet.